# Joe Lo Truglio

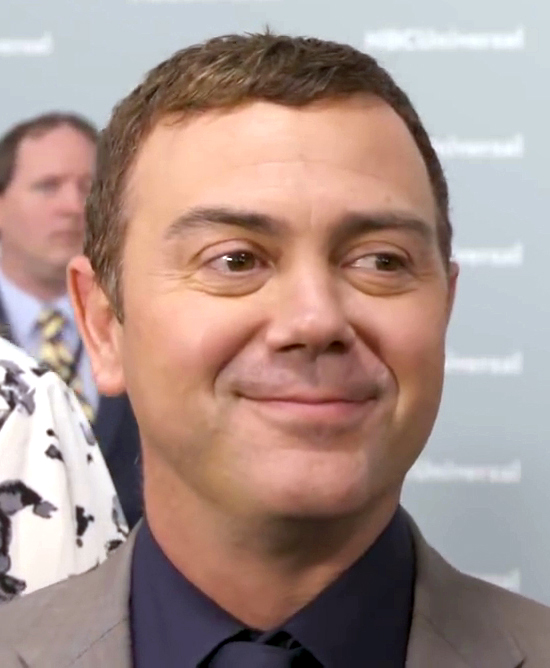
Lo Truglio im Mai 2018

Joseph „Joe“ Lo Truglio (* 2. Dezember 1970 in Queens, New York City) ist ein US-amerikanischer Schauspieler, Komiker und Synchronsprecher. Außerdem ist er auch als Regisseur und Drehbuchautor tätig.

## Leben
Lo Truglio, geboren in New York, hat irische und italienische Wurzeln. Er wuchs in Margate, Florida, auf und studierte an der New York University.
2001 spielte Lo Truglio in der Komödie Wet Hot American Summer, einem Film von David Wain, mit. 2012 hatte er einen Gastauftritt in der achten Staffel von How I Met Your Mother. Ab 2013 gehörte er zur Besetzung der US-Comedyserie Brooklyn Nine-Nine. Weitere Auftritte hatte er unter anderem in Superbad, Hitch – Der Date Doktor, Paul – Ein Alien auf der Flucht, Vorbilder?!, Pitch Perfect und Wanderlust – Der Trip ihres Lebens sowie der Prequelserie Wet Hot American Summer: First Day of Camp. Sein Schaffen als Schauspieler und Synchronsprecher umfasst mehr als 100 Produktionen. 2007 gab er sein Regiedebüt mit der Inszenierung einer Folge von Wainy Days. Danach verantwortete er 2009 eine Folge von Brooklyn Nine-Nine, 2022 folgte mit Outpost – Auf verlorenem Posten sein erster Spielfilm.
Im April 2014 heiratete Lo Truglio die Schauspielerin Beth Dover, mit welcher er in Brooklyn Nine-Nine zusammen spielte.

## Filmografie (Auswahl)
- 2004 Hitsch der Date Doctor
- 2013–2021 Brooklyn Nine-Nine (Fernsehserie)
- 2022: Outpost – Auf verlorenem Posten (Outpost, Regie)
- 2024: Hot Frosty